# Genevieve Kang
Pour les articles homonymes, voir Kang.
Genevieve Kang, née le 7 janvier 1989, est une actrice canadienne. Elle est notamment connue pour ses rôles dans les séries télévisées Impulse et Locke and Key.

## Filmographie

### Cinéma
- 2010 : Score : A Hockey Musical : une ado (non créditée)
- 2012 : If I Were You : une assistante
- 2018 : Nose to Tail : Angela[1]
- 2019 : Run This Town : L'écureuil

### Télévision

#### Séries télévisées
- 2004 : Roméo ! : Denise Cruz
- 2005 : Beautiful People : Madeleine
- 2010 : Quoi de neuf Phacochères ! (What's Up Warthogs!) : Kara Lee Burk
- 2011 : La Vie mouvementée de Tess Foster : une fille
- 2012 : Really Me : adolescente #1
- 2014 : The Strain : Jax
- 2017 : Private Eyes : Sadie Tufts
- 2018 : Shadowhunters : Morgan Young
- 2018 : Odd Squad : la baronne Goo
- 2019 : Jett : Miss Kennedy (2 épisodes)
- 2018–2019 : Impulse : Patty Yang (10 épisodes)
- 2019–2020 : The Crossword Mysteries : Josephine (3 épisodes)
- 2020–2021 : Locke & Key : Jackie Veda (16 épisodes)[2]

#### Téléfilms
- 2012 : Une famille peu ordinaire : Katie
- 2018 : Un Noël à croquer : Darlene
- 2018 : Le gala de Noël : Erica